# Heinrich Zoelly

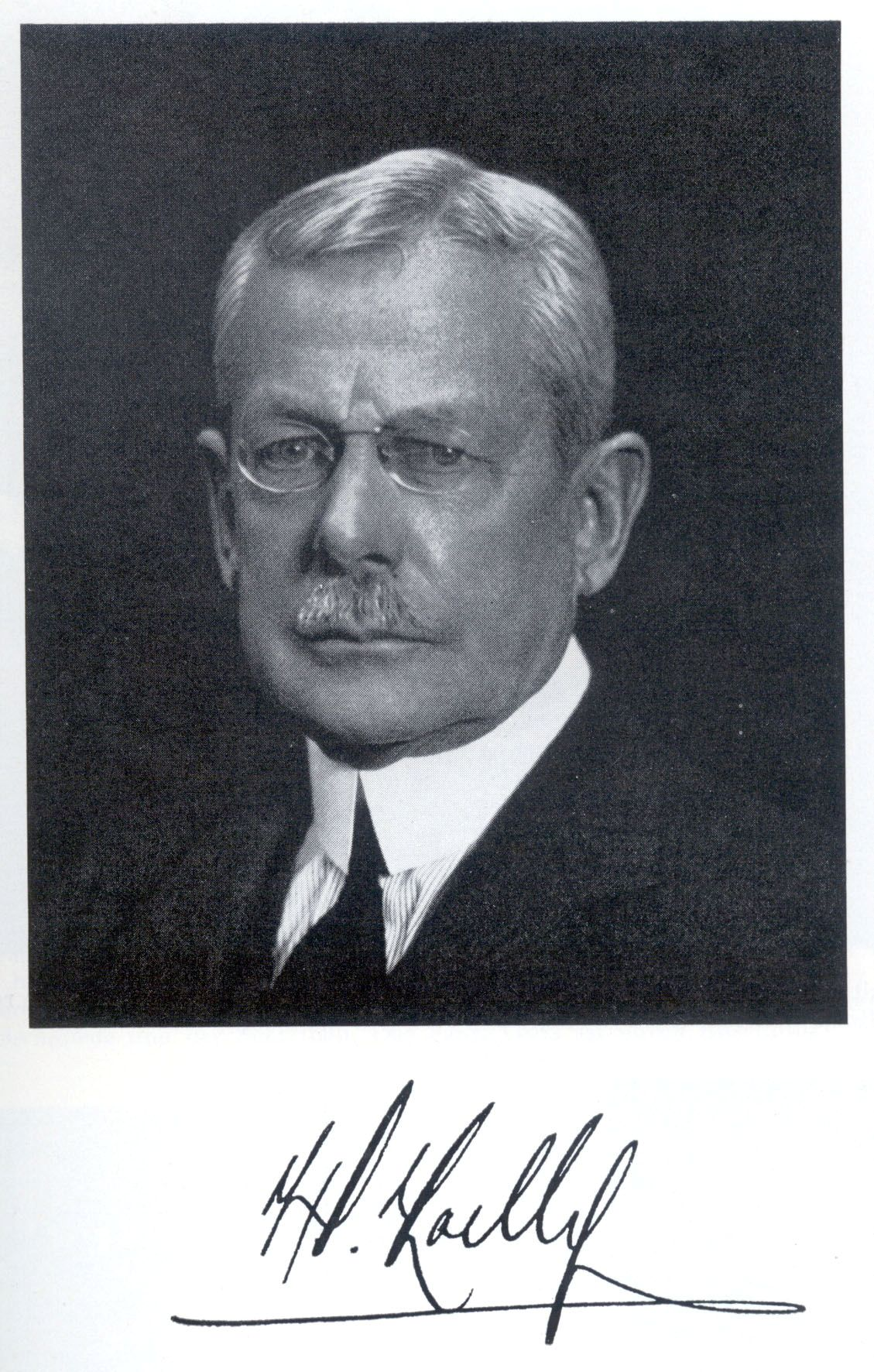
Heinrich Zoelly (mit seiner Unterschrift)

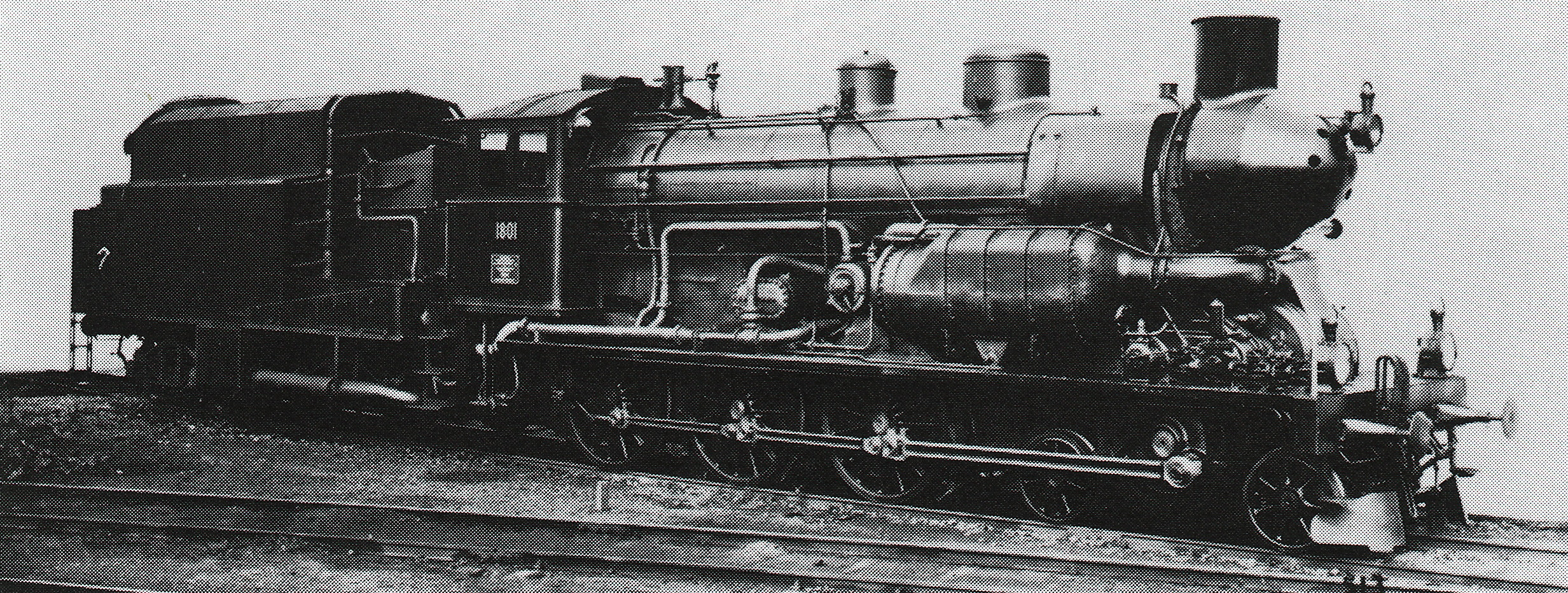
Versuchslokomotive der Schweizerischen Bundesbahnen mit Zoelly’scher Dampfturbine.

Heinrich Zoelly (* 11. April 1862 in Mexiko-Stadt; † 30. März 1937 in Zürich) war ein Schweizer Ingenieur. Bekannt wurde er vor allem durch die Weiterentwicklung der Dampfturbine (Zoelly-Turbine) und der turbinengetriebenen Dampflokomotive und konstruierte Kältemaschinen.

## Leben und Wirken
Heinrich Zoelly wurde als fünftes Kind des ursprünglich aus dem Klettgau stammenden Auswanderers Franz Xaver Zoelly in Mexiko geboren und war somit mexikanischer Staatsbürger. Der Vater betrieb zusammen mit seinem Bruder Johannes eine Hutfabrik in Mexiko-Stadt. Als Heinrich noch im Kindesalter war, verliess der Vater aber wegen politischer Unruhen in Mexiko mit seiner Familie das Land, kehrte nach Europa zurück und liess sich in der Schweiz nieder. Hier besuchte Heinrich die Primarschule, die Kantonsschule und das Eidgenössische Polytechnikum. Als er sein Maschinenbau-Diplom erwarb, war er erst knapp 20 Jahre alt. Nach Studienreisen nach Mexiko und Paris kehrte Heinrich Zoelly 1886 in die Schweiz zurück. Zwei Jahre später stellte Zoelly in Fluntern den Antrag auf Einbürgerung und wurde Schweizer Staatsbürger. Heinrich Zoelly war verheiratet und hatte fünf Kinder. Ein Sohn war Paul Zoelly.
Im Jahr 1886 trat Zoelly in die Dienste der Zürcher Maschinenfabrik Escher, Wyss & Cie. Schnell machte der begabte Ingenieur Karriere und wurde im Alter von nur 26 Jahren technischer Leiter. Er trug nun seinerseits zum Aufblühen der Firma bei, die zu dieser Zeit verschiedene Dampfmaschinen, Wasserturbinen, Lokomotiven, Lokomobile und Schiffe fertigte.
Als bedeutendste Entwicklung trieb Zoelly die Konstruktion einer mehrstufigen Dampfturbine voran. Die Form leitete er zunächst von Wasserturbinen ab. In Zusammenarbeit mit Professor Stodola entwickelte Zoelly hieraus 1903 eine mehrstufige, axial durchströmte Aktionsturbine. Diese erreichte trotz niedrigen Dampfdruckes (11 bar) und niedriger Temperatur (185 °C) eine beachtliche Leistung von 370 kW und einen thermodynamischen Wirkungsgrad von 38 %. Das Original der ersten Maschine dieses Typs steht heute im Deutschen Museum. Diese Turbine konkurrierte mit anderen, etwa zeitgleich entwickelten Dampfturbinen in der Welt (Parsons, Rateau, Lasche, Curtis, Laval, …) und wurde über Lizenzen weltweit vertrieben.
Bereits 1912 erhielt Zoelly unter anderem dank seiner Verdienste um die Turbinenentwicklung die Ehrendoktorwürde der ETH Zürich.
Da Zoelly von der Überlegenheit der Dampfturbine gegenüber der Kolbendampfmaschine überzeugt war, gab Escher Wyss 1913 die Produktion von Dampfmaschinen auf und konzentrierte sich voll auf die Turbinen. Zoellys Vision war es, auch Dampflokomotiven, die traditionell mit Kolbenmaschinen arbeiteten, mit Dampfturbinen anzutreiben. Bis zu seinem Austritt aus der Firma Escher-Wyss verschrieb sich Zoelly der Entwicklung einer dampfturbinen-getriebenen Lokomotive, die er bis zur Betriebstüchtigkeit vorantrieb (1926 Zoelly-SLM, später 1930 Krupp-Zoelly). Da aber insgesamt Diesel- und Elektroantrieb zunehmend die Dampfkraft als Lokomotivantrieb verdrängten, setzte sich die überlegene Kondensationslokomotive nicht mehr durch.
Zoelly starb 1937 in seiner Wahlheimat Zürich.